# Der Untergang der Pamir
Der Untergang der Pamir ist ein deutscher Fernsehfilm aus dem Jahr 2006, dessen Inhalt sich an der letzten Fahrt des deutschen Segelschulschiffes Pamir orientiert, das am 21. September 1957 im Hurrikan Carrie unterging. Der als Zweiteiler konzipierte Film weicht allerdings von vielen Tatsachen des tatsächlichen Schiffsuntergangs ab.

## Handlung
Der Bootsmann Acki Lüders ist nach dem Tod seiner Frau, um bei seiner achtjährigen Tochter zu sein, an Land geblieben. Mit seiner Schwiegermutter betreibt er eine ungeliebte Landwirtschaft in Schleswig-Holstein. Sein Freund Hans Ewald überredet ihn, nach Hamburg zu kommen und dort auf der Pamir anzuheuern. Hier müssen sie jedoch feststellen, dass anstelle des erhofften Stammkapitäns ein strenger und unnachgiebiger Kapitän, Ludwig Lewerenz, das Kommando hat. Zwischen den drei Männern kommt es oft zu Spannungen, vor allem, da jeder von ihnen unterschiedliche Auffassungen davon hat, wie die jungen, zwischen 16 und 18 Jahre alten Kadetten zu erziehen und auszubilden sind.
Als das Schiff in Buenos Aires ankommt, streiken die Hafenarbeiter. Die Mannschaft der Pamir verliert dadurch Zeit, und die Reederei erleidet einen finanziellen Verlust. Kapitän Lewerenz, der von Oldenburg, dem Reeder, unter Druck gesetzt wird, befiehlt der Mannschaft, die als Ladung vorgesehene Gerste nicht in Säcken, sondern schaufelnd einzulagern. Außerdem gelingt es ihm, über den örtlichen Agenten der Reederei Unterstützung durch das Militär zu bekommen. Durch die Art des Ladens wird die Pamir instabil. Lewerenz verschlimmert die Situation, als er die Tieftanks mit zusätzlicher Gerste befüllen lässt. Trotz der Warnungen seines Ersten Offiziers Ewald läuft die Pamir aus.
Sie geraten in den Hurrikan Carrie, dem das Schiff nicht standhält. Es geht unter, und 80 Seeleute – junge Kadetten, Offiziere und Matrosen – kommen ums Leben. Sechs Mann überleben.

## Übereinstimmung des Films mit der Realität
Der Film ist sehr frei auf die Geschichte der realen Pamir gestützt:
Einer der letzten Überlebenden, Karl-Otto Dummer, hat den Film gesehen. „Der Film ist schön, die Schauspieler sind Klasse“, sagt der 73-Jährige, der damals Bäcker, Kochsmaat und Proviantverwalter auf der „Pamir“ war. „Aber es ist ein Film, es hat mit der Realität absolut nichts zu tun“, fügt Dummer kritisch hinzu.
- siehe auch: Untergang der realen Pamir

## Produktion des Films
Die Regie führte Kaspar Heidelbach, der 2003 mit Das Wunder von Lengede bereits einen Katastrophenfilm gedreht hatte. Der Film kostete laut Produzent Matthias Esche knapp acht Millionen Euro.
Der Film, an dem 160 Mitarbeiter hinter und 60 Schauspieler vor der Kamera beteiligt waren, wurde in Deutschland sowie auf Malta, Teneriffa und auf offener See gedreht. Zwei Schiffe wurden adaptiert. Für die Szenen unter Deck diente die Passat, ein Schwesterschiff der Original-Pamir, die in Travemünde liegt, als Drehort.
Die Außenaufnahmen entstanden von Juli bis Oktober 2005 auf der Viermastbark Sedov, dem Segelschulschiff des ehemaligen sowjetischen Fischereiministeriums (1921 als Magdalene Vinnen II – Germaniawerft, Kiel gebaut, ab 1936 vom Norddeutschen Lloyd als Kommodore Johnsen betrieben), die zu diesem Zweck extra mit 800 Litern Farbe umgestrichen wurde: Ihr Rumpf wurde schwarz, das Unterwasserschiff rot und der Wasserpass weiß gestrichen. Außerdem wurde die moderne Sicherheitsausrüstung der Sedow aus Rettungsflößen und Schlauchbooten teils entfernt (soweit mit den Sicherheitsvorschriften der SOLAS vereinbar), teils unter hölzernen Rettungsboot-Attrappen verdeckt. Die Dreharbeiten begannen im Juli 2005 in Cuxhaven und wurden auf einer Fahrt zu den Kanarischen Inseln und bei einem Aufenthalt dort fortgesetzt. Die Sedov trug aus Werbegründen 2006 und 2007 weiterhin die Farben der Pamir. Inzwischen hat sie wieder ihren weißen Anstrich.
Der Untergang wurde in einem Filmwassertank auf Malta inszeniert. Dabei wurden ein 20 Meter großes Modell des Gesamtschiffes (Maßstab 1:6) und ein 40 Meter langes Modell eines mittleren Schiffsstücks im Originalmaßstab eingesetzt.

## Übernahmen aus anderen Filmen
Einige Szenen wurden aus anderen Segelschifffilmen entlehnt:
- Im ersten Teil ist eine Äquatortaufe mit langen Fransenperücken und mit Rasierpinseln nebst -schaum zu sehen, die mit gleicher Kostümierung und mit gleichen Ritualen auch im Film Die Bounty von 1984 mit Mel Gibson und Anthony Hopkins vorkommt.
- Im zweiten Teil fangen Matrosen mit einem an einer Leine befestigten Haken, an dem ein Stück Fleisch aufgespießt ist, einen Hai. Dies kommt mit gleicher Methode und mit gleichem Beutetier im Film Meuterei auf der Bounty von 1935 mit Clark Gable und Charles Laughton vor.
- Des Weiteren zeigen sich Parallelen zu früheren Filmen, insofern der selbstgerechte und sture Kapitän einen Kadetten zur Disziplinierung bei schwerem Wetter auf einen Mast schickt, wogegen der Erste Offizier protestiert. Die Handlung kommt mit diesen Details ebenfalls in zwei Bounty-Filmen vor, nämlich im Film von 1935 und in dem von 1962 mit Marlon Brando und Trevor Howard.

## Filmmusik
Die Filmmusik wurde vom Kölner Komponisten Arno Steffen, der auch bereits die Produktion Das Wunder von Lengede vertonte, komponiert. Die Tonaufnahmen fanden vom 18. bis 21. April 2006 im NDR Landesfunkhaus Hannover mit der NDR Radiophilharmonie unter der Leitung von Heinz Walter Florin, der auch die gesamte Orchestrierung übernommen hatte, statt.
Das Ablegen der Pamir im Hafen von Hamburg (im Film Cuxhaven) wird begleitet von einem Shantychor, der Kari waits for me singt. Das Stück wurde von Terry Gilkyson für den im Jahr 1958 erschienenen Film Windjammer komponiert und gehörte im Jahr 1957 noch nicht zum Repertoire von Shantychören. Somit ist der Einsatz von Kari waits for me zwar einerseits eine historische Ungenauigkeit, verweist aber gleichermaßen auf diesen im Folgejahr erschienenen Cinemiracle-Dokumentarfilm, mit dem die letzten bewegten Aufnahmen der Pamir veröffentlicht wurden. Zudem nimmt der Einsatz dieses Songs im Film Der Untergang der Pamir das Schicksal der Pamir voraus, die in einem Hurrikan namens Carrie (was in der englischen Aussprache ähnlich wie Kari klingt) sinkt.

## Kritiken
„Mit großem Aufwand produziertes (Fernseh-)Drama, in das Geschichten von Abenteuerlust, Pflichtbewusstsein und Verantwortung eingebettet sind, die die deutsche Nachkriegszeit spiegeln, wobei das Drehbuch gänzlich frei verfährt, wo es um die Menschen an Bord und um ihre Geschichte(n) geht. Zudem spielt der Film wenig ersprießlich auf der Tastatur des Melodrams, wobei die großen Gefühle auf Soap-Niveau daherkommen.“

„Viele der Expositionsszenen sind dicht und wirken authentisch, einige neigen zur Melodramatik. […] Etwas weniger auffällige Symbolik hätte es auch getan. Um so eindrücklicher gelingen dem Film die Szenen an Bord vom Leben vor dem Untergang. […] Auch als reiner Männerfilm hätte der Fernsehzweiteiler mit seiner Riege vielfach ausgezeichneter Sympathieträger fürs große Publikum funktioniert.“

„Das Niveau deutscher Eventmovies zu unterbieten, ist gar nicht so leicht, den Machern des ARD-Zweiteilers ‚Der Untergang der Pamir‘ ist es dennoch gelungen: Das historische Ereignis havariert trotz großer Ausstattung als dümmlich inszenierter Katastrophenschocker.“

## Aufführung
Die Uraufführung war am 8. Oktober 2006 beim Filmfest Hamburg. Die Erstausstrahlung folgte am 17. November 2006 auf Arte. Anschließend war der Zweiteiler am 22. und 24. November 2006 im Ersten zu sehen.